# 冠军欧洲
《冠军欧洲》是中国中央电视台体育频道（CCTV-5）的一档专题节目，2006年开播，每年欧洲冠军联赛期间播出。

## 内容
《冠军欧洲》播出时间不固定，但都在北京时间比赛日当晚现场直播，播出时长一般为一小时左右。节目片头套用当季欧洲冠军联赛官方电视转播片头，并添加“冠军欧洲”汉字。
现任节目主持人为贺炜，朱晓雨、刘嘉远、邵圣懿也曾主持该节目。长期担任嘉宾的有足球评论员张路、徐阳以及FIFA国际裁判员孙葆洁，其中张路和徐阳负责进行技战术分析，孙葆洁负责分析争议性判罚。另外，不定期推出的环节《欧陆奇谭》由赵思衡担任固定解说。栏目内容包括欧冠比赛日比赛集锦及回顾、焦点赛事专家点评等精彩内容。节目分为如下板块：
- 《豪门队报》
- 《欧陆烽火》
- 《今日之星》
- 《观察家》
- 《特别企划》
- 《欧陆奇谭》
- 十佳进球、十佳扑救

## 其它
2018-2019赛季，苏宁体育获得欧冠在中国大陆地区的独家版权，央视也因此一度无法转播欧冠赛事，甚至无法在新闻中报道，《冠军欧洲》也一度停播。最终经过与苏宁方面的协商，央视重新获得了欧冠的转播权，从小组赛第四轮开始，央视恢复转播欧冠比赛，《冠军欧洲》也因此复播。
2021-2022赛季起，腾讯体育获得欧冠在中国大陆地区的独家版权，《冠军欧洲》再度停播。
2022-23赛季，中央广播电视总台再次获得欧冠播映权。虽然如此，但迟至小组赛第五轮，央视旗下各平台方开始转播赛事，《冠军欧洲》也随之于2022年10月27日复播。